# Bep Boon-van der Starp

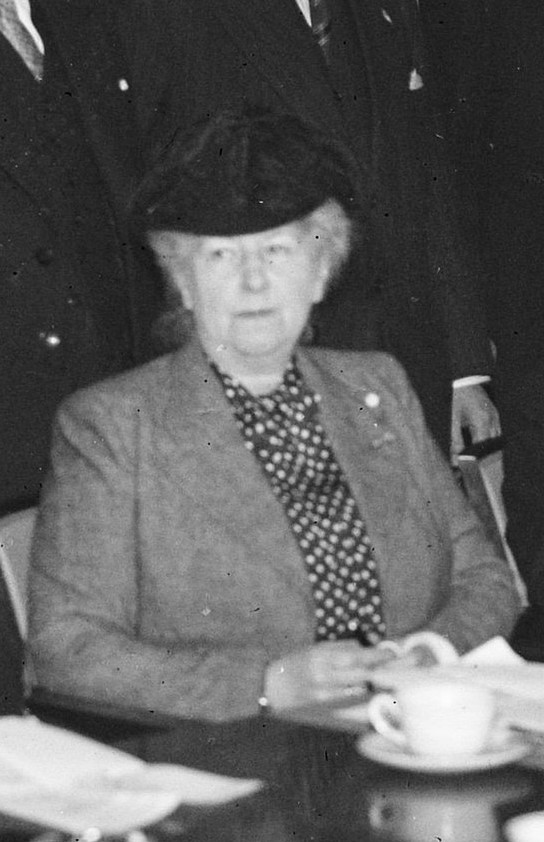
Van der Starp als Mitglied des Rundfunkrats (1946).

Bertha „Bep“ Boon-van der Starp (* 31. Januar 1884 in Maassluis; † 9. Oktober 1959 in Den Haag) war eine niederländische Widerstandskämpferin, die Gründerin des Haager Zweigs des Komitees für jüdische Flüchtlinge (niederländisch Comité voor Joodsche Vluchtelingen), die Schöpferin von Madurodam und die Vorsitzende des Hilfsausschusses des Niederländischen Studentensanatoriums (NSS) (niederländisch Nederlands Studenten Sanatorium). 

## Herkunft und Leben
Bertha van der Starp war die Tochter des Arztes und Gemeinderatsmitglieds Willem van der Starp und der Johanna Elisabeth Meijboom. Ihre Eltern hatten neun Kinder, von denen sechs im Säuglingsalter starben. Van der Starp besuchte zunächst das städtische Mädchengymnasium in Rotterdam und ging anschließend auf die Normalschule, um Lehrerin zu werden.

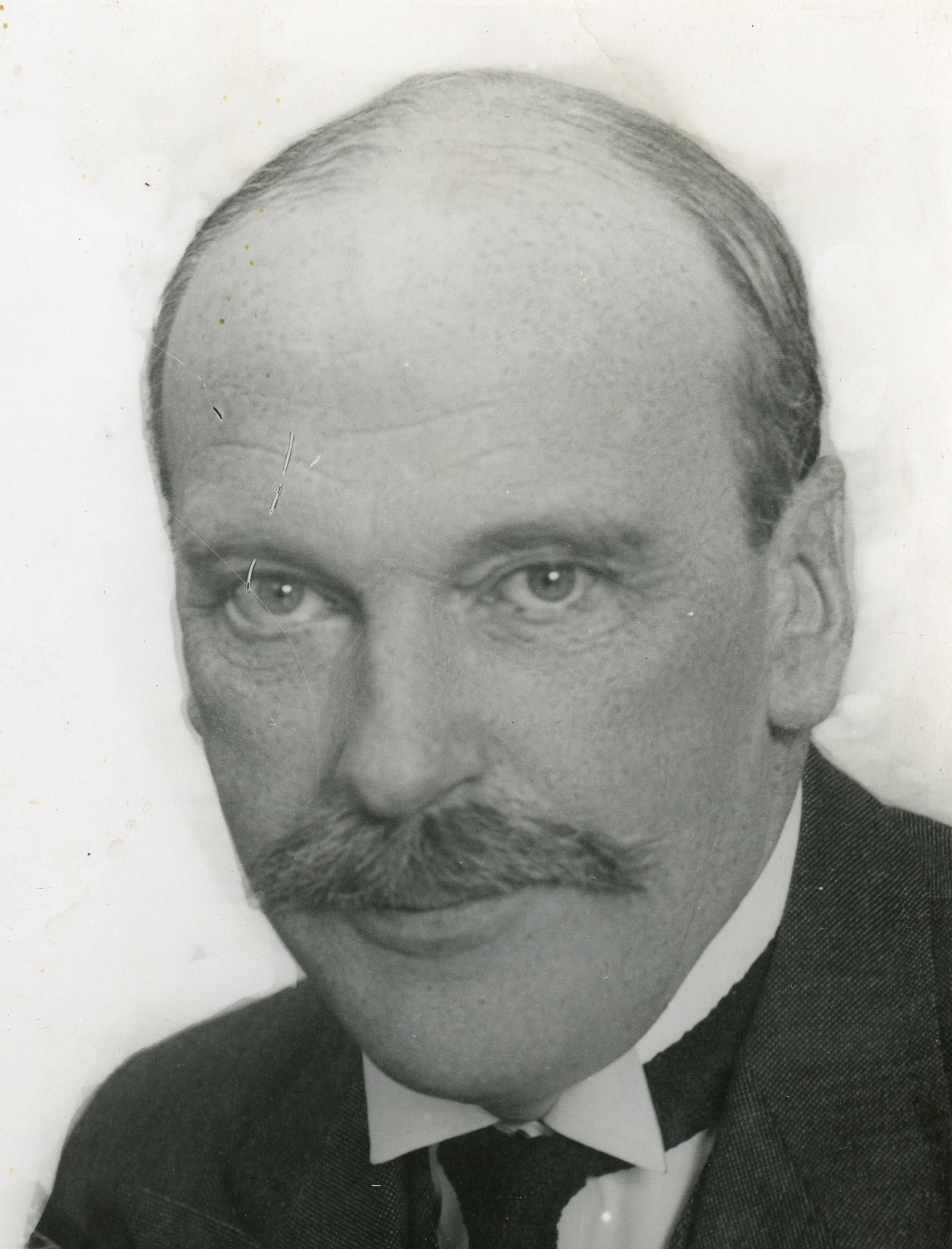
Gerard Adolf Boon (um 1935).

Am 4. April 1912 heiratete sie den Rechtsanwalt Gerard Adolf Boon (1882–1962). Gemeinsam zogen sie nach Leeuwarden, wo Boon Arbeit gefunden hatte. Das Paar hatte zwei Kinder: einen Sohn Dick (* 1914) und eine Tochter Els Boon. Im Jahr 1922 zog die Familie nach Scheveningen. Im selben Jahr wurde sie in die Liberale Staatspartij „De Vrijheidsbond“ (LSP) (der spätere Liberalen Staatspartei) gewählt, sowohl Boon als auch Van der Starp waren für die Partei aktiv.
Im Jahr 1929 wurde sie Mitglied des Rundfunkrats. Dieser beratende Ausschuss der Regierung war für die Ausarbeitung des Rundfunkgesetzes zuständig. Nach eigener Aussage wurden ihre liberalen Ansichten und Ideen von ihren männlichen Kollegen nicht immer geschätzt.
1938 gründete sie die Haager Niederlassung des Komitees für jüdische Flüchtlinge („Comité voor Joodsche Vluchtelingen“). Dieses Komitee war 1933 gegründet worden, um geflüchteten Juden aus Deutschland und aus Österreich zu helfen. Der Haager Zweig erhielt wegen seiner Hilfe für jüdische Kinder den Spitznamen „Haagsch Kindercomité“. Zwischen 1938 und Mai 1940 kamen etwa 1.600 jüdische Kinder aus Österreich nach Den Haag. Van der Starp und ihr Mann boten jüdischen Intellektuellen eine Unterkunft in ihrem Privathaus an.

### Zweiter Weltkrieg
Bei Ausbruch des Zweiten Weltkriegs floh Van der Starp mit ihrem Mann und ihrem Sohn nach London. Ihre Tochter Els Boon, die zu dieser Zeit in Leiden Rechtswissenschaft studierte, blieb in den Niederlanden zurück. Sie schloss sich der studentischen Widerstandsbewegung an. Während der Kriegsjahre hielten sich Van der Starp, ihr Mann und ihr Sohn in England, Kanada und den Vereinigten Staaten auf. Im Ausland schlossen sie Freundschaft mit dem wohlhabenden Ehepaar Joshua und Rebecca Maduro, den Eltern des Widerstandskämpfers George Maduro.

### Rückkehr in die Niederlande
Nach dem Krieg kehrte das Paar mit seinem Sohn in die Niederlande zurück. Boon wurde mit der Leitung einer Militärkommission betraut, die für die Rückführung befreiter Juden und politischer Gefangener zuständig war, während Van der Starp sich um den Transport von Lebensmitteln und Kleidung von England in die Niederlande kümmerte.

### Niederländisches Studentensanatorium und Madurodam
Im Jahr 1947 war sie an der Gründung des „Nederlands Studenten Sanatorium“ (NSS) beteiligt. Dies war ein Krankenhaus in Laren, in dem Studenten, die an Tuberkulose erkrankt waren, ihr Studium fortsetzen konnten. Als Vorsitzende des Hilfsausschusses des NSS stellte sie fest, dass die Nachsorge sehr teuer war und suchte nach einem Einnahmemodell. Sie hatte gesehen, dass ein Buchhalter in Beaconsfield, England, eine Miniatureisenbahn namens „Bekonscot Model Village“ gebaut hatte.
Die Miniatureisenbahn war bei Tagesausflüglern sehr beliebt, und der Erlös ging an Londoner Krankenhäuser. Inspiriert von der englischen Initiative beschloss sie 1950, etwas Ähnliches in den Niederlanden zu realisieren. Das Anfangskapital von 100.000 Gulden für dieses Projekt wurde von Joshua und Rebecca Maduro, den Eltern von George Maduro, bereitgestellt. Sie sahen das Projekt als ein Denkmal für ihren verstorbenen Sohn an.

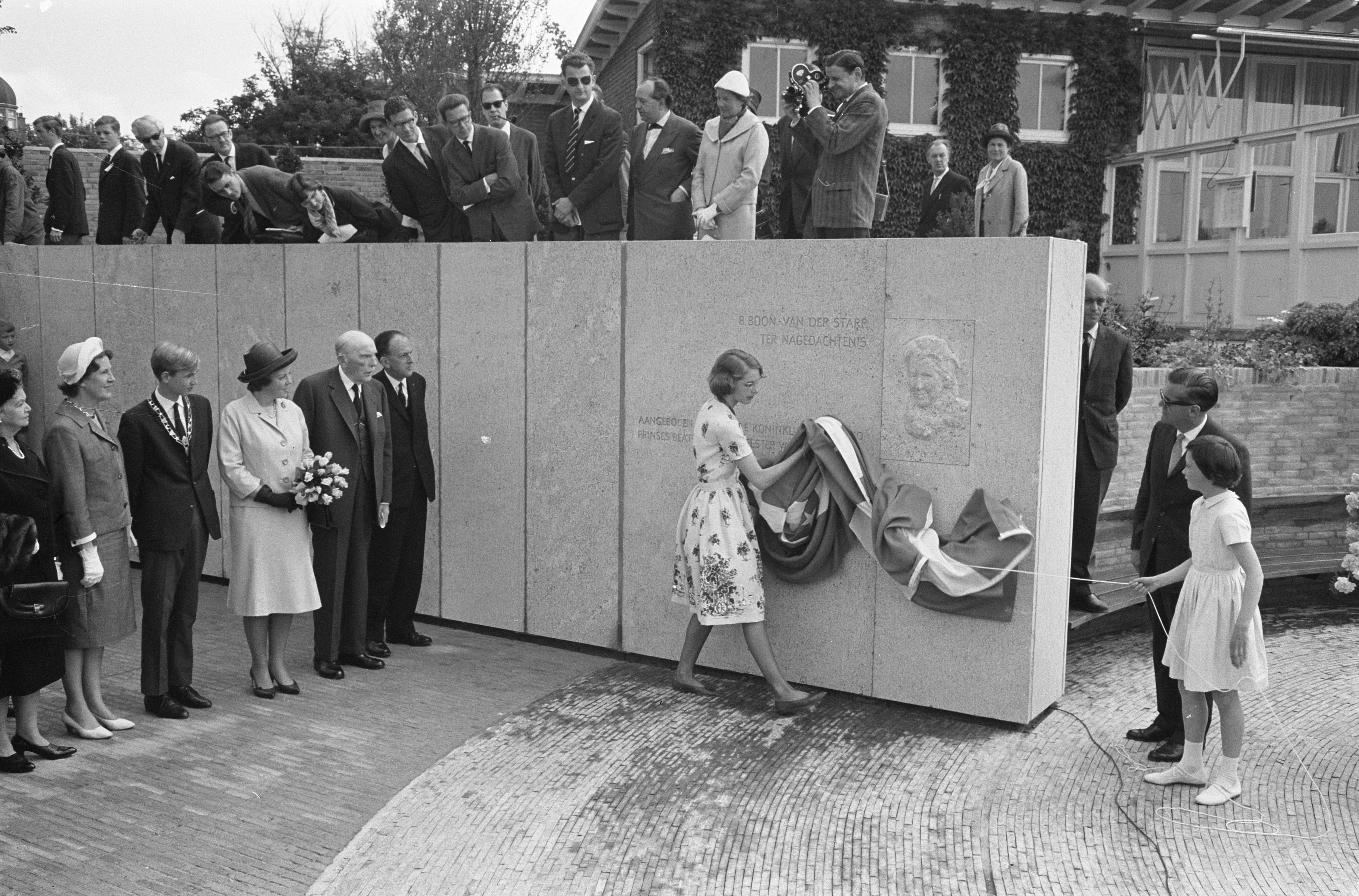
Bas-Relief von Bertha Boon-van der Starp, enthüllt von René Glastra van Loon in Anwesenheit von Prinzessin Beatrix

Im August 1951 sprach sie im Radio darüber, wie Madurodam als Lehrmaterial für Schulkinder dienen könnte. Sie wählte persönlich den Architekten Siebe Jan Bouma für den Entwurf des Madurodam aus. Bouma war auch für die Gestaltung des Nederlands Openluchtmuseums und des Zuiderzeemuseums verantwortlich. Das Madurodam wurde im Juli 1952 eröffnet. Bei der Eröffnung wurde die damalige Kronprinzessin Beatrix zur Bürgermeisterin ernannt.
Van der Starp blieb bis zu ihrem Tod am 9. Oktober 1959 Präsidentin des Niederländischen Studentensanatoriums. Im Jahr 1962 wurde in Madurodam eine Gedenktafel mit einem Flachrelief ihres Gesichts enthüllt. Der Erlös von Madurodam ging bis 1964 an das Niederländische Studentensanatorium.

## Medial
In der Oper „Maduro“ über die Geburt von Madurodam wird die Rolle der Bep Boon-van der Starp von Doris Baaten gespielt.